# Villabrázaro
Villabrázaro – gmina w Hiszpanii, w prowincji Zamora, w Kastylii i León, o powierzchni 23,27 km². W 2011 roku gmina liczyła 284 mieszkańców.